# Owain ap Morgan

Owain ap Morgan roi de Glywysing de 974 jusqu'à une date inconnue.

## Biographie
Owain ap Morgan est probablement l'aîné des cinq fils de Morgan Hen car il hérite de la majeure partie des domaines de son père en 974 à la mort de ce dernier. Toutefois en 983 lors d'une « élection de Rois » des territoires sont accordés à ses frères; Idwallon, Cadell et Cynfyn  et d'autres attribués aux propres fils d'Owain; Rhys, Iestyn, et Hywel ap Owain ce qui démontre qu'il n'exerce pas une autorité puissante pendant cette période troublée par la menace des Vikings danois qui effectuent un raid en 988 et celles des souverains du Gwynedd et du Deheubarth qui cherchent également à étendre leurs pouvoirs sur le Glamorgan. Pendant le règne de Owain on enregistre également des conflits pour les territoires de la péninsule de Gower et sur le Brycheiniog. On ignore l'année de sa mort il laisse 3 ou 4 fils qui lui succèdent:
- Rhys ap Owain
- Ithael (?), grand-père de Iestyn ap Gwrgant
- Iestyn ap Owain
- Hywel ap Owain